# Ganivet llancívol
Un ganivet llancívol és un tipus especial de ganivet que està fet (com el seu nom indica) per a ser llançat. Està especialment dissenyat i ponderat perquè es pugui llançar eficaçment, constituint una categoria diferent dels ganivets ordinaris.
Els ganivets llancívols són utilitzats per moltes cultures del món, amb formes molt variades i per aquest motiu, s'han desenvolupat diferents formes tècniques per llançar-los.
El llançador pot sostenir la fulla entre el polze i el dit índex fent pinça abans de llençar-lo, però també pot escollir subjectar el ganivet pel mànec per al seu llançament. Entre altres usos també s'utilitzen en l'esport.

## Àfrica central

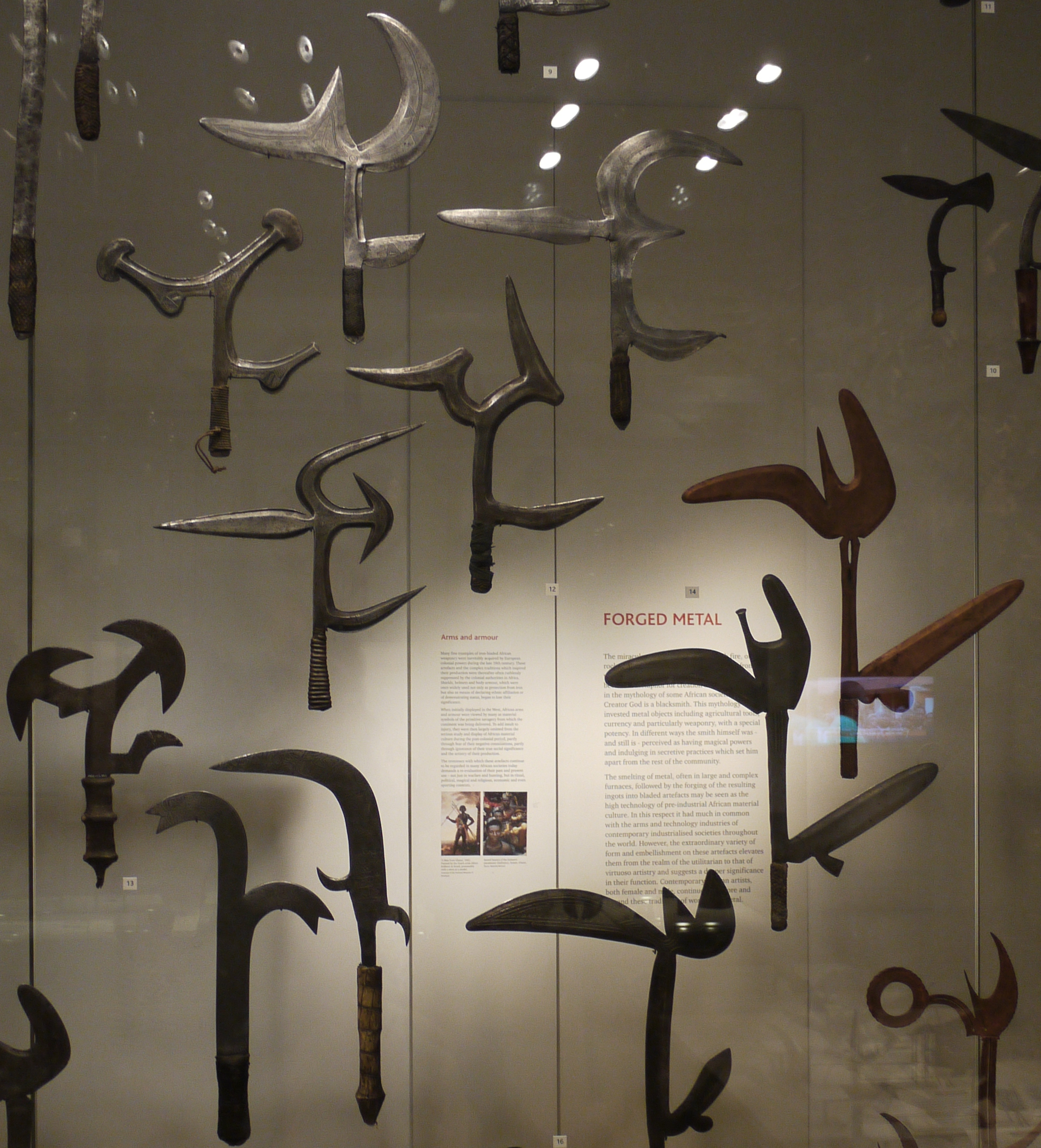
Una selecció de ganivets llancívols africans en el Museu britànic

Els ganivets llancívols van ser molt utilitzats a l'Àfrica central. L'àmplia superfície en que es van utilitzar fa que es coneguessin per una sèrie de noms com Kulbeda, Pinga i Trombash. Aquestes armes tenien múltiples fulles de ferro i eren utilitzades per a la guerra i la caça. S'ha suggerit un rang efectiu màxim d'uns 50 metres. L'arma sembla haver-se originat en algun lloc del Sudan central al voltant del 1000 aC des d'on es va estendre cap al sud.  No obstant això, s'ha suggerit que la mateixa arma està representada en escultures en parets de Libia datant del 1350 aC.
Els ganivets llancívols van ser recollits àmpliament pels europeus, amb el resultat que molts museus europeus i americans tenen extenses col·leccions.  No obstant això, els col·leccionistes generalment no van registrar l'origen de les fulles o el seu ús. Com a conseqüència, la història i l'ús dels ganivets de llançament són poc entesos. Una altra complicació és que l'etiqueta "throwing knife" va ser adjuntada per etnògrafs a diversos objectes que no cabien en altres categories d'armes tot i que no haguessin estat fets per ser llançats.

## Tradició occidental

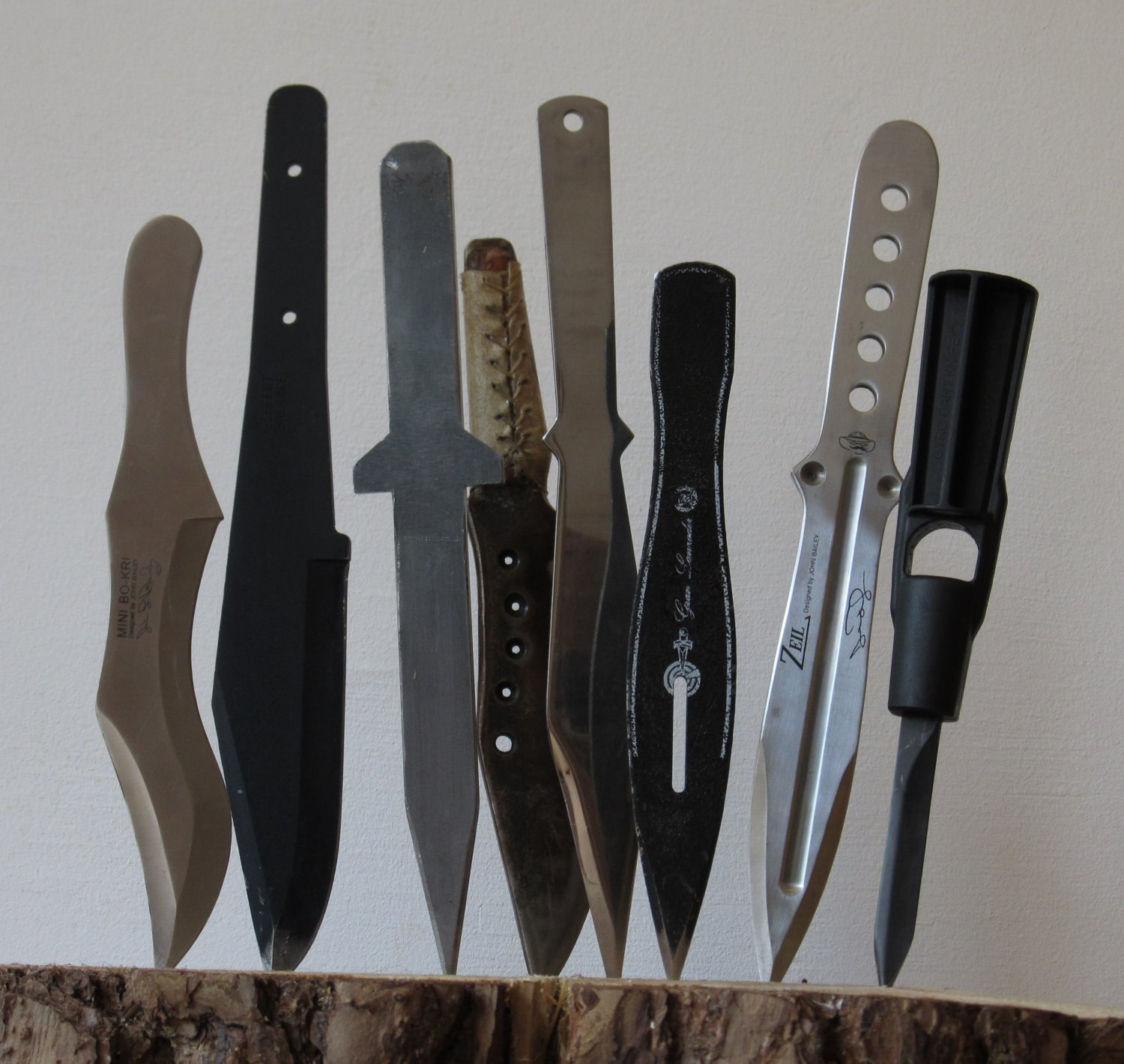
Col·lecció de ganivets llancívols

Als països occidentals el llançament de ganivets es practica principalment com esbarjo, que consisteix en arribar a un objectiu des d'una certa distància.
Els ganivets llancívols són fets generalment d'una sola peça d'acer o d'un altre material, sense mànecs, a diferència d'altres tipus de ganivets. El ganivet té dues seccions, la "fulla" que és la meitat afilada del ganivet i l"empunyadura" que no s'afebleix. El propòsit de l'empunyadura és permetre que el ganivet sigui manejat de manera segura per l'usuari i també per equilibrar el pes de la fulla.
Hi ha ganivets de dos tipus, ganivets equilibrats i ganivets desequilibrats. Un ganivet equilibrat es fabrica de manera que el centre de gravetat es troba al centre del ganivet. Un ganivet equilibrat seguirà una trajectòria de vol circular. Per a un ganivet desequilibrat, el centre de gravetat no coincideix amb el centre geomètric. Si el mànec del ganivet és més pesat, la trajectòria de vol del mànec i la trajectòria de la fulla tindran diferent radi de curvatura, fent que la trajectòria sigui menys previsible. Els ganivets desequilibrats generalment es llancen agafant l'extrem més lleuger. També hi ha ganivets amb pesos regulables que es poden fer lliscar sobre la longitud de la fulla. D'aquesta manera, pot funcionar tant com un ganivet equilibrat o desequilibrat segons la posició del pes. Els llançadors solen preferir els ganivets equilibrats sobre els desequilibrats per dos motius: 1r -els ganivets equilibrats es poden llançar tant des del mànec com des de la fulla i 2n -és més fàcil per al llançador canviar d'un ganivet equilibrat a un altre.
El pes del ganivet i la velocitat de llançament determinen la potència de l'impacte. Els ganivets més lleugers es poden llançar amb relativa facilitat, però poden fallar en penetrar l'objectiu correctament, arribant inclús a "rebotar". Els ganivets pesats són més estables en el seu vol i causen més dany en l'objectiu, però es necessita més força per llançar-los amb precisió..